# نادي هيرنفين
نادي هيرينفين الرياضي ؛ (بالفريزية الغربية : Sportklub It Hearrenfean) نادي كرة قدم هولندي، وهو نادي مدينة هيرنفين التي تقع في مقاطعة فرايزلاند شمال هولندا. تأسس النادي في 20 يونيو 1920، ويلعب في الدوري الهولندي الممتاز (Eredivisie).

## تاريخ
تأسست نادي هيرنفين الرياضي Sportclub Heerenveen في 20 يوليو 1920 في بلدة فرايزلاند، باسم أثليتا Athleta تم تغيير الاسم مرتين، أولاً إلى سبارتان Spartaan ثم إلى هيرينفين في. في. عام 1922. بينما كانت هولندا تحت السيادة ألمانية ، فاز هيرينفين بثلاث بطولات متتالية من شمال هولندا ، وبعد نهاية الحرب العالمية الثانية ، فازت بنفس اللقب ست مرات متتالية ؛ نسبت هيمنة النادي جزئيًا إلى وجود أبي لينسترا. خلال هذه الفترة، قاد لينسترا فريقه هيرينفين إلى فوز مشهور على أجاكس في واحدة من أكثر المباريات شهرة في تاريخ كرة القدم المحلية الهولندية. كان متأخرا 5-1 ومع 25 دقيقة المتبقية، قاتل الفريق الفريزي لسبب غير مفهوم للفوز 6-5.
خلال الخمسينيات ، تلاشت الهيمنة الإقليمية لهيرنفين وبعد أن تحولت كرة القدم الهولندية إلى الاحتراف انضمام إلى انسخيده ، قبل أن يهبط للدرجة الثانية تويدي ديفيسي Tweede Divisie.بحلول نهاية العقد، كان هيرنفين في Eerste Divisie ، لكنه وجد نفسه قد هبط مرة أخرى. في 1969-1970 ، فاز النادي الفريزي بـ Tweede Divisie ليعود إلى لمصاف الدرجة الأولى، ولمدة موسمين في السبعينيات، كان النادي على وشك تحقيق ترقية إلى دوري الدرجة المحترفين Eredivisie. بحلول عام 1974 ، كان النادي في مأزق مالي ولضمان بقائه، تم تقسيمه إلى أقسام الهواة والمحترفين، حيث تمت إعادة تسمية الجزء المحترف باسم أس سي هيرينفين sc Heerenveen.
في الثمانينيات ، قام هيرينفين بتصفيات مرتين، لكنه لم ينجح في المرات. وصل أخيرًا إلى دوري الدرجة المحترفين Eredivisie في عام 1990 ، لتصبح أول نادي فريزي يصل إلى المستوى الأعلى، على حساب نادي كامبور Cambuur . وأشرف على هذا الإنجاز المدرب الفريزي فوبي دي هان. لم يكن الموسم الأول لهيرنفين في دوري الدرجة المحترفين الهولندي ناجحًا على الإطلاق، وهبط، قبل أن يعود في عام 1993 ، على الرغم من وصوله إلى نهائي كأس هولندا بينما كان لا يزال نادي في الدرجة الأول Eerste Divisie. بعد أن أثبتت نفسه كنادي في دوري الدرجة الأولى، انتقلت هيرينفين إلى ملعب جديد، سميت باسم أكثر لاعبيها شهرة، آبي لينسترا ستاديون ، ووصل إلى نهائي كأس KNVB للمرة الثانية. عام 1998 وصل الدور نصف النهائي في مسابقة الكأس خسر أمام اياكس. نظرًا لأن أياكس والنهائي الآخر، بي إس في ، كانا مؤهلين لنهائيات كأس الكؤوس، كانت هناك حاجة إلى مباراة لملء المكان الشاغر لكأس الكؤوس الأوروبية للموسم المقبل. كان على هيرنفين أن يلعب ضد تفينتي الذي خسر نصف النهائي. فاز هيرينفين في تلك المباراة التي سجل فيها رود فان نيستلروي هدفه الأخير لصالح هيرينفين. انتهت المباراة 1-
أصبح هيرنفين أحد المنافسين المنتظمين في كأس الاتحاد الأوروبي ، وفي 1999-2000 احتل المركز الثاني في الدوري الهولندي ، وهو أعلى مستوى له على الإطلاق، وتأهل لدوري أبطال أوروبا 2000-2001.
تم قيادة النادي من عام 1983 حتى سبتمبر 2006 من قبل الرئيس ريمر فان دير فيلدي، أطول فترة عمل لأي رئيس مع نادٍ احترافي في هولندا. ونتيجةً لعمليات النقل الأخيرة التي شملت كلاس جان جان هنتيلار ، أفونسو ألفيس ، مايكل برادلي ، وميراليم سوليماني ، وبيتر هانسون ، ودانييل برانيتش (واللاعبون السابقون مثل جون دال توماسون ، وماركوس ألباك ، وإريك إدمان ، ورود فان نيستلروي ، وإيجور كورنييف ، ودانييل ينسن) ، هيرنفين هي واحدة من أندية إيريديزي الأكثر أمانًا ماليًا. أظهر تقرير صادر عن الاتحاد الهولندي لكرة القدم عام 2010 أن هيرنفين هو نادي الدوري الهولندي الوحيد الذي لديه ميزانية آمنة مالياً. تحت ولاية تروند سوليد ، فاز هيرنفين بكأس هولندا الأول، وهو أول بطولة لها على الإطلاق. ومع ذلك، تم طرد تروند سوليد في 31 أغسطس 2009 بسبب الافتتاح الضعيف للموسم والصراع مع المجلس.
في 17 مايو 2009 ، فاز النادي على توينتي 5-4 في ركلات الترجيح ليفوز بكأس هولندا للمرة الأولى بعد تعادله 2-2 في المباراة النهائية، حيث سجل جيرالد سيبون هدف الفوز في ركلات الجزاء. في 13 فبراير 2012 ، تم الإعلان عن أن ماركو فان باستن سيحل محل رون يانس ، الذي قاد هيرينفين لمدة عامين، كمدير فريق لموسم 2012-13.

## الألوان والنشيد
شعار النادي هو رمز علم فريزلاند. ويعتمد علم فريزلاند على أدرع القرن الخامس عشر. المشارب والأوراق المائية تمثل مناطق فريزلاند. كما يوجد تقليد فريد في الدوري الهولندي هو النشيد الوطني الفريزي يتم تشغيله وغنائه قبل كل مباراة محلية. الاتحاد الأوروبي لكرة القدم لا يسمح بهذا التقليد في المباريات الأوروبية. ومع ذلك، فإن النشيد يغني به أنصار الفريق على أي حال.

## الغريم التقليدي
نادي كامبور
كان هيرنفين يحتفظ بمنافسة شرسة للغاية مع نادي نادي كامبور SC Cambuur. أحد أسباب التنافس هو المسافة القصيرة بين الناديين. بسبب ذلك، تشير الأندية في كثير من الأحيان إلى بعضها البعض باسم DKV والتي تعني Dertig Kilometer Verderop (ثلاثون كيلومتراً ) بحيث لا يتعين عليهم ذكر أسماء بعضهم البعض. لكن السبب الأكبر والأكثر إرباكاً هو خلفية الأندية. كثير من الناس الذين لا يشاركون في التنافس يجدون صعوبة في فهمه. معظم عشاق هيرينفين ينتمون إلى قرى صغيرة من المقاطعة بأكملها (وحتى خارجها) وهم فخورون جدًا بهويتهم الفريزية. منذ الثمانينات، كان النادي يعبر عن هذا الفخر الفريزي لبقية هولندا. العلم الفريزي، النشيد الفريزي، جميع الرموز الفريزية كانت مرتبطة بالنادي، مما جعل هيرينفين وجه فريزيا. وبسبب هذا اختفىنادي كامبور ببطء في ظل هيرينفين، كرد فعل على هؤلاء المعجبين بدأت تنأى بنفسها عن الهوية الفريزية. في الوقت الحاضر، لا يعتبر مشجعو نادي كامبور أنفسهم بالفريزية على الرغم من أنهم من عاصمة المقاطعة. يسمون الآن أنفسهم Leeuwarders الملقب بأشخاص من المدينة. يُطلق على عشاق هيرينفين بـ boeren (المزارعين) سخرية اً منهم لأن هيرنفين ليست مدينة ويعيش المشجعون بشكل أساسي في قرى صغيرة. بسبب النجاحات التي حققتها هيرينفين والعروض الهزيلة لكامبور بما في ذلك إفلاسها تقريبًا، فقد تم نسيان المنافسة. عندما تمت ترقية نادي كامبور إلى Eredivisie في عام 2013 بالفوز بموسم 2012/13 من دوري الدرجة الأولى Jupiler League ، تم إحياء المنافسة. قبل الاجتماع في 29 سبتمبر 2013 ، لم يتم لعب اللعبة لمدة 13 عامًا، مما أعطى نادي كامبور فرصة عظيمة لإثبات أنفسهم. فاز هيرينفين تلك اللعبة 2-1. وفاز كامبور في مباراة الذهاب في وقت لاحق من الموسم 3-1.
إف سي جرونينجن
تسبب غياب نادي كامبور في أن يكون أقرب فريق للمنافسة أصبح غرونينغن منافسًا لهيرنفين. بشكل لافت للنظر، اعتاد الجانبان الشماليان على الحفاظ على الصداقة في الماضي. لذلك، فإن التنافس بين دربي الشمالية يعتمد فقط على الموقع الجغرافي. نظرًا لأن معظم مشجعي هيرنفين كانوا يعتبرون كامبور دائمًا منافسهم الرئيسي، فغالبًا ما يشار إلى هذا الديربي بأنه دربي بديل. تقليديا، الفائز يدعي لقب فخر الشمال.

## إنجازاته وبطولاته
- بطل الدوي الهولندي (- مرة )

- 1999-2000 المركز الثاني.
- كأس هولندا (- مرة)

- فاز بكأس هولندا موسم 2008-2009. وحل بالوصافة سنة: موسم 1992-1993و 1996-1997.
- دوري أبطال أوروبا > UEFA Champions League

- موسم 2000-2001 وصل دوري المجموعات.
- كأس الاتحاد الأوروبي > UEFA Cup

- وصل دوري المجموعات لأكثر من مرة.

## فريق سيدات
في عام 2007 ، أنشأ النادي فريقاً كرة قدم للسيدات، ينافس على المركز الأول في الدوري. ومنذ عام 2012 في BeNe League،على الرغم من احتلالها معظم المواضع السفلية للجدول الترتيب، فقد وصلت في عام 2011 إلى نهائي الكأس الوطني الذي خسر أمام إي زد ألكمار.

## وصلات خارجية
- Official website of sc Heerenveen (بالهولندية) / (بالإنجليزية)
- Official website of the supportsclub of sc Heerenveen (بالهولندية)
- Unofficial website of sc Heerenveen (بالهولندية)
- Unofficial website of sc Heerenveen (بالهولندية)